# David N'Gog
David N'Gog, född 1 april 1989 i Gennevilliers, Frankrike, är en fransk före detta fotbollsspelare (anfallare).

## Klubblagskarriär
N'Gog startade sin professionella karriär när han i juni 2006 (17 år gammal) skrev på ett kontrakt med Paris Saint-Germain. Efter att under debutsäsongen i Paris Saint-Germain ha gjort 3 mål på 19 matcher skrev N'Gog på ett fyraårskontrakt med Liverpool den 24 juli 2008, det rapporterades i media att klubben betalat 1,5 miljoner pund för övergången. N'Gog gjorde sin första match i Liverpool i en träningsmatch mot Villarreal den 30 juli och gjorde sitt första mål i träningsmatchen mot Rangers några dagar senare. N'Gog debuterade för Liverpool i tävlingssammanhang i ligamatchen mot Aston Villa den 31 augusti 2008 när han blev inbytt i första halvlek efter att Fernando Torres skadat sig.
Under debutsäsongen med Liverpool fick N'Gog mestadels agera inhoppare. Han gjorde sin första match från start på hemmaplan och sitt första ligamål för Liverpool den 3 mars 2009 mot Sunderland i en match som slutade 2-0. Efterföljande säsong fick N'Gog mer speltid, dels på grund av att Fernando Torres under hösten hade skadeproblem. Under säsongen medverkade N'Gog i 37 matcher och gjorde 8 mål.
N'Gog inledde säsongen 2010-2011 med att göra 4 mål på 6 matcher under juli och augusti och blev efter det utsedd till augusti månads bästa Liverpoolspelare.
I juni 2011 uppgavs N'Gog vara nära ett klubbyte. David N'Gog skulle enligt rykten ingå i en affär där Jordan Henderson värvades till Liverpool från Sunderland för £20 miljoner, varav N'Gog motsvarade £7 miljoner och Henderson £13 miljoner. Men då N'Gog var på semester las spekulationerna ner. Henderson gick till Liverpool för £16 miljoner och N'Gog stannade i Liverpool. Sunderlandtränare Steve Bruce har dock sagt att han är väldigt intresserad av N'Gog och kan vänta med att föra diskussioner tills han har kommit hem från semestern. 
31 augusti meddelade Bolton på sin hemsida att N'Gog har skrivit på ett treårsavtal för klubben.

## Landslagskarriär
Trots att N'Gog bara gjorde ett ligamål på 18 framträdanden i PSG har han gjort bra ifrån sig i flera olika franska pojk- och ungdomslandslag, han gjorde bland annat två mål i en 2-0-seger över England U19 2007. 

## Meriter
Med Paris Saint-Germain:
- Franska Cupen: 2008
- Champion of France: 2006 (med PSG:s U18-lag)

Med landslag:
- Tournoi du Val de Marne: 2004 (med franska U16-landslaget, N'Gog blev turneringens bästa målskytt)
- Tournoi de Montaigu: 2005 (med franska U16-landslaget, N'Gog blev turneringens bästa målskytt med fem mål varav tre i finalen)
- Sedaï Cup: 2007 (med franska U19-landslaget)